# Перемога (фільм, 1938)
«Перемога» (альтернативна назва «Щасливий випадок») — радянський історичний художній фільм 1938 року, режисерів Всеволода Пудовкіна і Михайла Доллера.

## Сюжет
Троє льотчиків-випробувачів, ризикуючи життям, роблять безпосадочний навколосвітній переліт. Їх експериментальний літак «Перемога-1» втрачає радіозв'язок, і японська радіостанція оголошує, що він зазнав аварії. Мати одного з пілотів — Клима Самойлова — не втрачає надії, що її син живий, і брат льотчика Саша починає безуспішні пошуки…

## У ролях
- Катерина Корчагіна-Александровська —  мати Клима
- Володимир Соловйов —  Клим Самойлов, льотчик
- Олексій Зубов —  Саша, брат Клима
- Сергій Остроумов —  Ломов
- Лука Ляшенко —  Фомін
- Микола Санішвілі —  Гудіашвілі
- Олександр Гречаний —  Горєлов
- Любов Калюжна —  Ліза
- Зінаїда Карпова —  Анна
- Хакім Давлетбеков —  радист

## Знімальна група
- Режисери: Всеволод Пудовкін, Михайло Доллер
- Сценаристи: Натан Зархі, Всеволод Вишневський
- Композитор: Юрій Шапорін
- Оператор: Анатолій Головня
- Художники: Володимир Камський, Віктор Іванов
- Звукорежисер: Євген Нестеров